# Kabinet-Lubbers I
Het kabinet-Lubbers I was het Nederlandse kabinet van 4 november 1982 tot 14 juli 1986. Het kabinet werd gevormd door de politieke partijen Christen-Democratisch Appèl (CDA) en de Volkspartij voor Vrijheid en Democratie (VVD) na de Tweede Kamerverkiezingen van 1982. Het centrumrechtse kabinet-Lubbers I was een meerderheidskabinet dat zowel in de Eerste Kamer en Tweede Kamer kon rekenen op een meerderheid. Het kabinet-Lubbers I was het eerste kabinet waarin een nieuwe minister-president afkomstig was van dezelfde partij als zijn voorganger sinds het kabinet-Cals in 1965.
Het kabinet-Lubbers I maakte zijn volledige termijn vol. Op 24 mei 1986 bood de premier het ontslag aan van zijn kabinet, daarmee werd het kabinet demissionair.

## Verloop
Nederland werd destijds geconfronteerd met een hoog oplopende overheidsschuld alsook een stagnerende economie met als gevolg een grote werkloosheid. Het kabinet stelde zich ten doel de overheidsfinanciën weer op de orde te krijgen en de Nederlandse economie te doen herleven. Om deze doeleinden te bereiken wordt er door minister van Financiën Onno Ruding een grote linie aan bezuinigingen doorgevoerd (dit doortastende optreden van het kabinet werd ook wel aangeduid als 'no nonsense'). Het kabinet zet in op de privatisering van staatsbedrijven, waaronder de verzelfstandiging van de Nederlandse Spoorwegen (NS) en werden de gelddiensten van de PTT samengebracht in de Postbank N.V.. Bezuinigd werd er onder meer op de uitkeringen en de salarissen van het ambtelijk en onderwijzend personeel. Deze maatregelen brachten veel verzet teweeg maar minister van Binnenlandse Zaken Koos Rietkerk en minister van Onderwijs en Wetenschappen Wim Deetman zetten desondanks het beleid voort. Minister Onno Ruding bezuinigt in 1982 op de werkgeversafdrachten aan Stichting Pensioenfonds ABP. Het kabinet is van mening dat het ABP meer dan genoeg geld in kas heeft. Via tijdelijke 'Uitnamewetten' verlaagt men acht jaar op rij de bijdrage aan het ABP van 21 procent naar 8,3 procent. De pensioen- en VUT-uitkeringen blijven echter op hetzelfde niveau waardoor de dekkingsgraad van het ABP meer en meer zou verslechteren. De econoom Hennie Kemner becijferde dat door deze maatregel het pensioenfonds tot 1996 voor omgerekend 15 miljard euro wordt benadeeld.
In 1983 volgde het kabinet niet volledig een revaluatie van de Duitse mark, wat in de financiële wereld werd gezien als een devaluatie van de gulden.
Op 1 juni 1984 besluit het kabinet in NAVO–verband tot de plaatsing van 48 Amerikaanse kruisraketten op de Vliegbasis Woensdrecht. Eerder was er juni 1983 al een plan gemaakt hier voor. De maatschappelijke ophef die ontstond tegen de plaatsing leed op 29 oktober 1983 tot een grote vredesdemonstratie in Den Haag en werd er een volkspetitionnement met 3,7 miljoen handtekeningen opgehaald. De daadwerkelijke uitvoering werd echter uitgesteld tot 1 november 1985.
Een andere zaak waarmee het kabinet te maken kreeg, was de parlementaire enquête naar de RSV-werf. Vicepremier en minister van Economische Zaken Gijs van Aardenne werd flink aan de tand gevoeld omdat hij op dezelfde post in het kabinet-Van Agt I de Tweede Kamer verkeerd had voorgelicht.
In 1984 voert minister van Welzijn, Volksgezondheid en Cultuur Elco Brinkman het voorstel Wet afbreking zwangerschap (WAZ) in die de voorwaarden voor de uitvoering van abortus zou vastleggen. In het wetsvoorstel staan algemene voorschriften voor ziekenhuizen en klinieken en in het bijzonder voorschriften voor klinieken waar zwangerschappen boven de dertien weken worden afgebroken.
Ter bestrijding van de zure regen werd de katalysator in auto's verplicht gesteld.
Aan het eind van de periode ontstond er naar aanleiding van het kernramp van Tsjernobyl een discussie over de wenselijkheid van kernenergie.

### Personele wijzigingen
Op 12 november 1982, vijf dagen na zijn beëdiging, stapt staatssecretaris van Defensie Charl Schwietert (VVD) op vanwege een opgelopen discussie over het aandikken van zijn cv. Op 19 november 1982 wordt de burgemeester van Coevorden Willem Hoekzema (VVD) benoemd als zijn opvolger.
Op 20 februari 1986 overleed minister van Binnenlandse Zaken Koos Rietkerk (VVD) op 58–jarige leeftijd aan de gevolgen van een hartstilstand tijdens een werkbespreking op zijn werkkamer. Minister van Justitie Frits Korthals Altes (VVD) neemt de functie waar tot en met 12 maart 1986 als VVD–Tweede Kamerlid Rudolf de Korte wordt beëdigd als minister van Binnenlandse Zaken.
Op 22 juni 1986, één maand voor de beëdiging van het kabinet-Lubbers II, treedt staatssecretaris van Economische Zaken Piet van Zeil (CDA) af, nadat hij is benoemd tot burgemeester van Heerlen.

## Ambtsbekleders
| Ambtsbekleders                           | Ambtsbekleders                         | Ambtsbekleders                                         | Ministers / Ministerie                          | Ministers / Ministerie | Termijn                                                                                 | Partij(en) |
| ---------------------------------------- | -------------------------------------- | ------------------------------------------------------ | ----------------------------------------------- | --- | --------------------------------------------------------------------------------------- | ---------- |
|                                          | R.F.M. (Ruud) Lubbers                  | drs. R.F.M. (Ruud) Lubbers (1939–2018)                 | Minister-president / Minister                   | Algemene Zaken | 4 november 1982 – 22 augustus 1994                                                      | CDA        |
|                                          | G.M.V. (Gijs) van Aardenne             | drs. G.M.V. (Gijs) van Aardenne (1930–1995)            | Vicepremier / Minister                          | Economische Zaken | 4 november 1982 – 14 juli 1986                                                          | VVD        |
|                                          | J.G. (Koos) Rietkerk                   | mr. J.G. (Koos) Rietkerk (1927–1986)                   | Minister                                        | Binnenlandse Zaken | 4 november 1982 – 20 februari 1986 (overleden)                                          | VVD        |
|                                          | F. (Frits) Korthals Altes              | mr. F. (Frits) Korthals Altes (1931–2025)              | Minister                                        | Binnenlandse Zaken | 20 februari 1986 – 12 maart 1986 (waarnemend)                                           | VVD        |
|                                          | R.W. (Rudolf) de Korte                 | dr. R.W. (Rudolf) de Korte (1936–2020)                 | Minister                                        | Binnenlandse Zaken | 12 maart 1986 – 14 juli 1986                                                            | VVD        |
|                                          | H. (Hans) van den Broek                | mr. H. (Hans) van den Broek (1936–2025)                | Minister                                        | Buitenlandse Zaken | 4 november 1982 – 3 januari 1993                                                        | CDA        |
|                                          | H.O.Ch.R. (Onno) Ruding                | dr. H.O.Ch.R. (Onno) Ruding (1939)                     | Minister                                        | Financiën | 4 november 1982 – 7 november 1989                                                       | CDA        |
|                                          | F. (Frits) Korthals Altes              | mr. F. (Frits) Korthals Altes (1931–2025)              | Minister                                        | Justitie | 4 november 1982 – 7 november 1989                                                       | VVD        |
|                                          | J. (Job) de Ruiter                     | mr.dr. J. (Job) de Ruiter (1930–2015)                  | Minister                                        | Defensie | 4 november 1982 – 14 juli 1986                                                          | CDA        |
|                                          | L.C. (Elco) Brinkman                   | mr.drs. L.C. (Elco) Brinkman (1948)                    | Minister                                        | Welzijn, Volksgezondheid en Cultuur | 4 november 1982 – 7 november 1989                                                       | CDA        |
|                                          | J. (Jan) de Koning                     | drs. J. (Jan) de Koning (1926–1994)                    | Minister                                        | Sociale Zaken en Werkgelegenheid | 4 november 1982 – 3 februari 1987                                                       | CDA        |
| Minister                                 | J. (Jan) de Koning                     | drs. J. (Jan) de Koning (1926–1994)                    | Nederlands- Antilliaanse Zaken                  | 29 mei 1982 – 7 november 1989 |                                                                                         | CDA        |
|                                          | W.J. (Wim) Deetman                     | drs. W.J. (Wim) Deetman (1945)                         | Minister                                        | Onderwijs en Wetenschappen | 29 mei 1982 – 14 september 1989                                                         | CDA        |
|                                          | N. (Neelie) Kroes                      | drs. N. (Neelie) Smit-Kroes (1941)                     | Minister                                        | Verkeer en Waterstaat | 4 november 1982 – 7 november 1989                                                       | VVD        |
|                                          | G.J.M. (Gerrit) Braks                  | ir. G.J.M. (Gerrit) Braks (1933–2017)                  | Minister                                        | Landbouw en Visserij | 4 november 1982 – 18 september 1990                                                     | CDA        |
|                                          | P. (Pieter) Winsemius                  | dr. P. (Pieter) Winsemius (1942)                       | Minister                                        | Volkshuisvesting, Ruimtelijke Ordening en Milieubeheer | 4 november 1982 – 14 juli 1986                                                          | VVD        |
| Ambtsbekleder                            | Ambtsbekleder                          | Ambtsbekleder                                          | Minister / Portefeuille / Ministerie            | Minister / Portefeuille / Ministerie | Termijn                                                                                 | Partij(en) |
|                                          | E.M. (Eegje) Schoo                     | drs. E.M. (Eegje) Schoo (1944)                         | Minister                                        | • Ontwikkelingssamenwerking (Buitenlandse Zaken) | 4 november 1982 – 14 juli 1986                                                          | VVD        |
| Ambtsbekleders                           | Ambtsbekleders                         | Ambtsbekleders                                         | Staatssecretarissen / Portefeuille / Ministerie | Staatssecretarissen / Portefeuille / Ministerie | Termijn                                                                                 | Partij(en) |
|                                          | M.J.J. (Marius) van Amelsvoort         | drs. M.J.J. (Marius) van Amelsvoort (1930–2006)        | Staatssecretaris                                | • Agglomeratie Zaken • Rijksdienst • Decentralisatie • Rampenbestrijding • Hulpverlening (Binnenlandse Zaken)                                                                                         | 8 november 1982 – 14 juli 1986                                                          | CDA        |
|                                          | W.F. (Wim) van Eekelen                 | dr. W.F. (Wim) van Eekelen (1931–2025)                 | Staatssecretaris                                | • Europese Zaken (Buitenlandse Zaken) | 5 november 1982 – 14 juli 1986                                                          | VVD        |
|                                          | H.E. (Henk) Koning                     | mr. H.E. (Henk) Koning (1933–2016)                     | Staatssecretaris                                | • Fiscale Zaken • Belastingdienst • Kansspelen • Staatsloterij • Muntwezen (Financiën) | 5 november 1982 – 7 november 1989                                                       | VVD        |
|                                          | V.N.M. (Virginie) Korte-van Hemel      | mr. V.N.M. (Virginie) Korte- van Hemel (1929–2014)     | Staatssecretaris                                | • Integratie • Immigratie • Asielzaken • Vreemdelingenzaken • Rechtsbescherming • Privaatrecht • Jeugdbescherming • Minderhedenbeleid • Delinquentenzorg • Rehabilitatie • Gevangeniswezen (Justitie) | 8 november 1982 – 7 november 1989                                                       | CDA        |
|                                          | P.H. (Piet) van Zeil                   | P.H. (Piet) van Zeil (1927–2012)                       | Staatssecretaris                                | • Midden- en Kleinbedrijf • Regionale Industrialisatie • Consumentenbeleid • Toerisme (Economische Zaken)                                                                                             | 11 september 1981 – 22 juni 1986 (afgetreden na benoeming tot burgemeester van Heerlen) | CDA        |
|                                          | F. (Frits) Bolkestein                  | mr.drs. F. (Frits) Bolkestein (1933–2025)              | Staatssecretaris                                | • Internationale Handel • Exportbevordering (Economische Zaken) | 5 november 1982 – 14 juli 1986                                                          | VVD        |
|                                          | C.L.J. (Cees) van Lent                 | J. (Jan) van Houwelingen (1939–2013)                   | Staatssecretaris                                | • Materieelvoorzieningen (Defensie) | 14 september 1981 – 7 november 1989                                                     | CDA        |
|                                          | Ch. (Charl) Schwietert                 | Ch. (Charl) Schwietert (1943)                          | Staatssecretaris                                | • Personeelsbeleid (Defensie) | 8 november 1982 – 12 november 1982 (afgetreden)                                         | VVD        |
|                                          | W.K. (Willem) Hoekzema                 | drs. W.K. (Willem) Hoekzema (1939)                     | Staatssecretaris                                | • Personeelsbeleid (Defensie) | 19 november 1982 – 14 juli 1986                                                         | VVD        |
|                                          | J.P. (Joop) van der Reijden            | drs. J.P. (Joop) van der Reijden (1927–2006)           | Staatssecretaris                                | • Volksgezondheid • Maatschappelijke Dienstverlening • Jeugdbeleid • Verzetsstrijders Zaken • Sport (Welzijn, Volksgezondheid en Cultuur)                                                             | 5 november 1982 – 14 juli 1986                                                          | CDA        |
|                                          | L. (Louw) de Graaf                     | L. (Louw) de Graaf (1930–2020)                         | Staatssecretaris                                | • Sociale Zekerheid • Armoedebeleid • Bijstandszaken (Sociale Zaken en Werkgelegenheid) | 5 november 1982 – 3 februari 1987                                                       | CDA        |
|                                          | A. (Annelien) Kappeyne van de Coppello | mr. A. (Annelien) Kappeyne van de Coppello (1936–1990) | Staatssecretaris                                | • Arbeidsomstandigheden • Ouderenbeleid • Gehandicaptenbeleid • Emancipatiebeleid (Sociale Zaken en Werkgelegenheid)                                                                                  | 8 november 1982 – 14 juli 1986                                                          | VVD        |
|                                          | N.J. (Nell) Ginjaar-Maas               | drs. N.J. (Nell) Ginjaar-Maas (1931–2012)              | Staatssecretaris                                | • Algemeen Voortgezet Onderwijs (Onderwijs en Wetenschappen) | 5 november 1982 – 7 november 1989                                                       | VVD        |
|                                          | G. (Gerard) van Leijenhorst            | drs. G. (Gerard) van Leijenhorst (1928–2001)           | Staatssecretaris                                | • Basisonderwijs • Lerarenbeleid • Verzorgingsstructuur (Onderwijs en Wetenschappen) | 8 november 1982 – 14 juli 1986                                                          | CDA        |
|                                          | J.F. (Jaap) Scherpenhuizen             | drs. J.F. (Jaap) Scherpenhuizen (1934–2012)            | Staatssecretaris                                | • Wegverkeer • Openbaar Vervoer • Spoorwegen • PTT • KNMI (Verkeer en Waterstaat) | 8 november 1982 – 14 juli 1986                                                          | VVD        |
|                                          | A. (Ad) Ploeg                          | A. (Ad) Ploeg (1927–1994)                              | Staatssecretaris                                | • Milieuzaken • Landschapsbeheer • Voedselkwaliteit • Visserij • Dierenwelzijn (Landbouw en Visserij)                                                                                                 | 8 november 1982 – 14 juli 1986                                                          | VVD        |
|                                          | G.Ph. (Gerrit) Brokx                   | mr. G.Ph. (Gerrit) Brokx (1933–2002)                   | Staatssecretaris                                | • Volkshuisvesting (Volkshuisvesting, Ruimtelijke Ordening en Milieubeheer) | 5 november 1982 – 24 oktober 1986                                                       | CDA        |
| Bron: Kabinet-Lubbers I Rijksoverheid.nl |                                        |                                                        |                                                 | |                                                                                         |            |

## Kabinetsformatie
- Tweede Kamerverkiezingen 1982: 8 september 1982
- Beëdiging kabinet: 4 november 1982
- Duur formatie: 57 dagen
- Formateur
  - dr. J.A. (Jos) van Kemenade (PvdA), (10 september 1982 – 30 september 1982) 20 dagen
- Informateur
  - mr. W. (Willem) Scholten (CDA), (1 oktober 1982 – 30 oktober 1982) 30 dagen
- Formateur
  - drs. R.F.M. (Ruud) Lubbers (CDA), (30 oktober 1982 – 4 november 1982) 5 dagen